# Zavala (Jelsa)
Zavala je naselje na otoku Hvaru, u sastavu općine Jelsa, nedaleko od mjesta Svete Nedjelje i Ivan Dolca. Prema popisu iz 2001. ima 144 stanovnika.
Nastalo je kao sekundarno naselje sela Pitava, no posljednjih se desetljeća osamostaljuje razvijajući se kao turističko mjesto s turističkim sadržajima.
Ime je dobila po rtu Zaca (od žalca) po kojem se spominje već od 15. stoljeća. Pred Zavalom je i otok Šćedro udaljen od obale 2,5 km. Do Šćedra svakodnevno vozi brod iz Zavale. 

## Povijest
Zavala je bila metom napada u velikosrpskoj agresiji. Gađala ju je JRM, nakon izgubljene bitke u Splitskom kanalu.

## Gospodarstvo
Na području naselja nalaze se brojni vinogradi, uglavnom na vrlo strmim padinama brda.

## Promet
S ostatkom otoka je povezana tunelom Pitve-Zavala, duljine 1400 m. koji ima samo jednu putnu traku, pa je promet tunelom semaforom reguliran. Od Zavale do Pitava može se doći i dužim putem odnosno serpentinskom i makadamskom cestom preko brda. Ta cesta je izgrađena kao alternativa u slučaju zatvaranja postojećeg tunela iz bilo kojih razloga, a napose zbog više godina planiranog pa odgađanog proširenja u tunel s dvije kolničke trake. Od Zavale prema zapadu cesta vodi do Svete Nedilje, gdje prestaje asfalt, a makadamska se cesta nastavlja do uvale Dubovica, odakle se dalje može ići prema gradu Hvaru, ili kroz tunel Hvar-Stari Grad na sjevernu stranu otoka. Od Zavale prema istoku cesta vodi do naselja Gromin Dolac.

## Kultura
- U Zavali je ladanjska kuća obitelji Duboković Nadalini u bidermayer stilu (1830.), s danas ruševnim gospodarskim zgradama u docu i kapelicom sv. Jurja, koju je sagradio biskup Juraj G. Duboković 1866., i u njoj je pokopano njegovo srce. Biskup Duboković je bio među inim i osnivač i prvi predsjednik "Higijeničkog društva" preteće današnjeg turizma na Hvaru.
- Malo zapadnije u selu je sjedište prvog vlasnika Zavale kneza Tadije Kačića otprilike iz 1630., a istočnije u selu onog u XVIII st. sa starom kapelom sv. Petra iz 1727.
- U Zavali dominira veliki vinogradarski kompleks Konteja (5 ha) komasiran 1820. od Ivana Dubokovića Nadalinija.Konteja je danas vlasništvo lokalnog vinara iz Svete Nedilje.
- Na vrhu poviše Zavale je kapelica posvećena sv.Anti,koju je podigao kap.Niko vitez Duboković u spomen na rano preminulog sina Tona i na brata kap.Antu.
- U Zavali se nalazi crkva sv. Petra Veronskoga iz 1331. godine.[6]
- Nove postaje križnog puta u Zavali blagoslovljene su 29. travnja 2015. na blagdan sv. Petra Veronskoga. Blagoslovio ih je za euharistijskoga slavlja biskup Slobodan Štambuk. Postaje su ručni rad (drvored) Rate Radonića koje je autor izradio na Šćedru i darovao župi.[6]

## Stanovništvo
| broj stanovnika |       |       | 97    | 123   | 132   | 185   |       |       | 41    | 137   | 132   | 95    | 100   | 110   | 144   | 156   | 170   |
|                 | 1857. | 1869. | 1880. | 1890. | 1900. | 1910. | 1921. | 1931. | 1948. | 1953. | 1961. | 1971. | 1981. | 1991. | 2001. | 2011. | 2021. |

Od popisa iz 1991. Zavala se iskazuje kao samostalno naselje nastalo izdvajanjem dijela naselja Pitve. U popisima iz 1857., 1869., 1921. i 1931. podaci su sadržani u naselju Pitve. U 1880. i 1890. iskazivano pod imenom Zaća, u 1900. i 1910. Plaža Zaća, a u 1948. i 1953. Pitovska Plaža.

## Vanjske poveznice
|  | Zajednički poslužitelj ima još gradiva o temi Zavala (Jelsa) |